# 古成之
古成之（947年-1007年），字亚奭，河源县回龙古岭人（今广东河源市）。

## 生平
早年，古成之在罗浮山隐居读书10多年，“力学不怠，淹贯群籍”，且常草履布衣入山采药，为人治病。
宋太宗雍熙元年（984年），广南东路推荐一人上京考试，他被选中。在书面考试中，他考第二名。在皇上召见唱名赐策前夕，被嫉妒“广南人居其上”之人暗中用哑药陷害，致使次日宋太宗召见唱名赐策时，成之不能说话，无法应试，“帝怒，命扶出之”。成之第一次考试落第。宋太宗端拱二年（989年）再举，登第中进士，同榜28人列19，时年42岁。
古成之中进士后，出任真定府（今河北正定）元氏县尉。不久提任青州益都知县。淳化三年（992年），经选拔馆职的考试，被任命为秘书省校书郎。至道元年（995年）以朝官身份出任绵州（今四川绵阳）魏城县知县。咸平五年（1002年）任绵竹县知县。
古成之在四川多年，不带家属同居，对人则仁爱宽厚，“为政爱民为本，不事刑扑”。他任魏城县知县时，正值李顺之农民起义，局势混乱；成之“运米以济饥，发药以疗疾疫”，救活数千人。以后又大力组织发展民生，兴办教育，使「逆乱之素一变」。其事迹载《河源县志》、《惠州府志》、《广东通志》等。

## 著作
著作在宋代曾编有《古成之集》三卷印行，后佚。今存有《忆罗浮》七律二首，《游天通真身塔》五律一首，《咏罗浮大小石楼》五律一首，《咏贪泉》五律一首，以及《汤泉记》和《游羊城五仙观》七律等。